# Eyalet

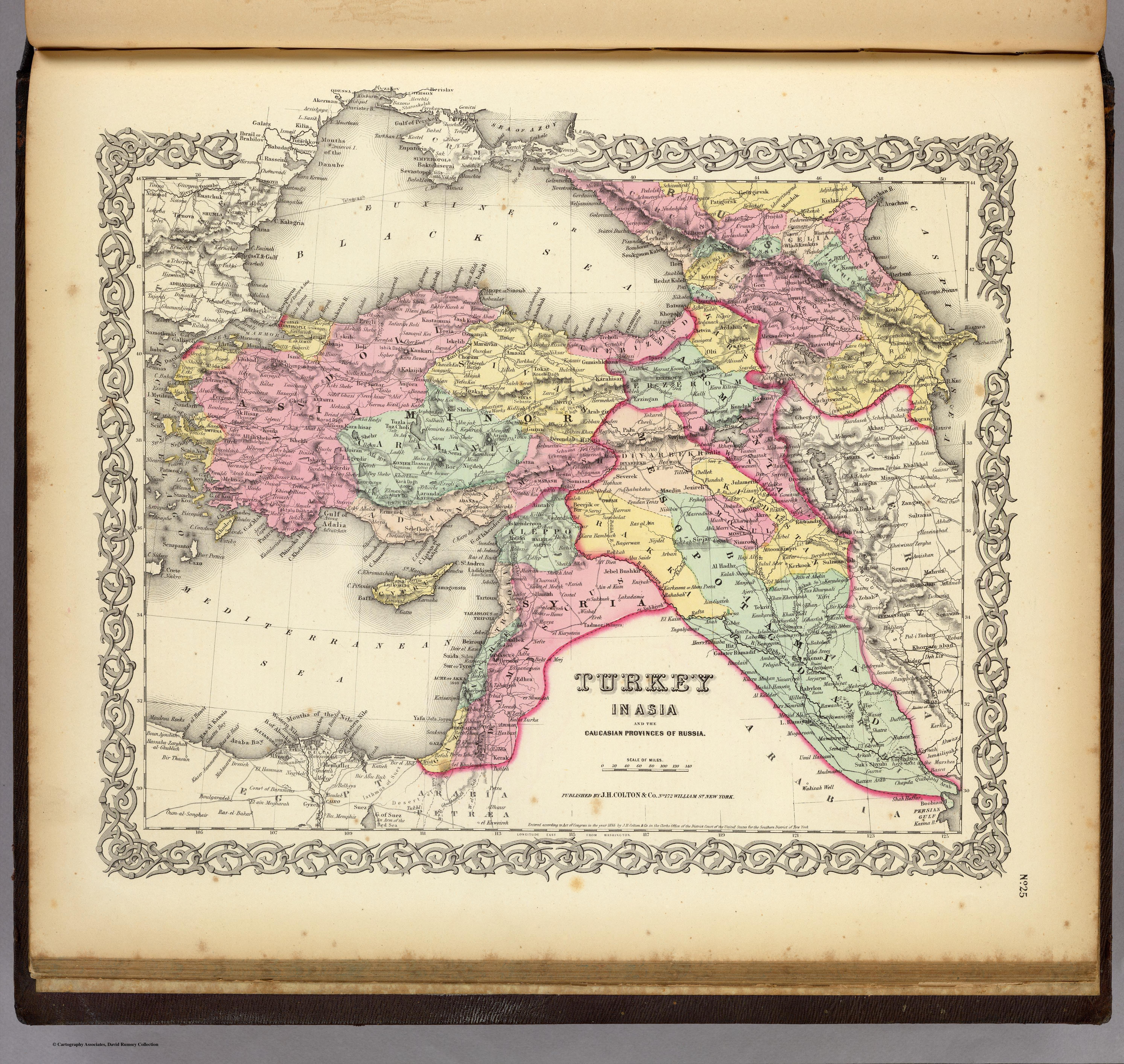
G.W. Colton, provinces de la Turquie d'Asie et du Caucase, 1856.

Un eyalet, autrement appelé pachalik ou beylerbeylik, est une ancienne division administrative de l'Empire ottoman. Le terme est parfois traduit province ou gouvernorat. Son gouverneur était un vali ou pacha. À partir de 1864, dans les réformes du tanzimat, l'eyalet est remplacé par le vilayet.